# Altweibersommer

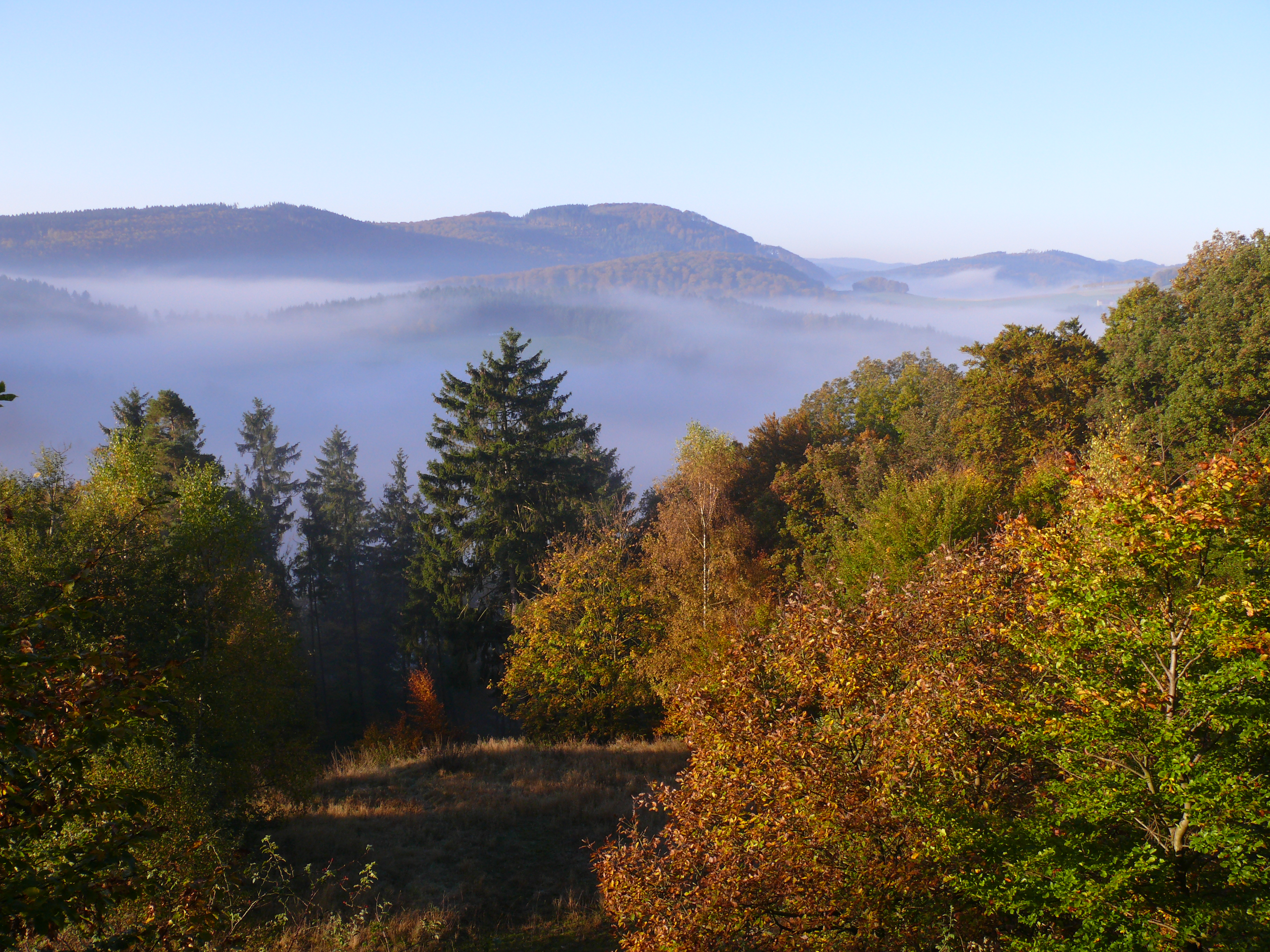
Altweibersommer im Sauerland

Altweibersommer ist die Bezeichnung für eine meteorologische Singularität. Es handelt sich um eine Phase gleichmäßiger Witterung im Herbst, oft Ende September und Oktober, die durch ein stabiles Hochdruckgebiet und ein warmes Ausklingen des Sommers gekennzeichnet ist. Das kurzzeitig trockenere Wetter erlaubt eine gute Fernsicht, intensiviert den Laubfall und die Laubverfärbung.

## Wortherkunft
Die Herkunft des Wortes ist nicht sicher, zumal neben dem Begriff Altweibersommer auch zahlreiche weitere wie Ähnlsummer, Frauensommer, Mädchensommer, Mettensommer, Mettkensommer, Metjensommer, Nachsommer, Witwensommer, Michaelssommer, Martinssommer, Allerheiligensommer und fliegender Sommer vorkommen, was die sprachgeschichtliche Deutung erschwert.

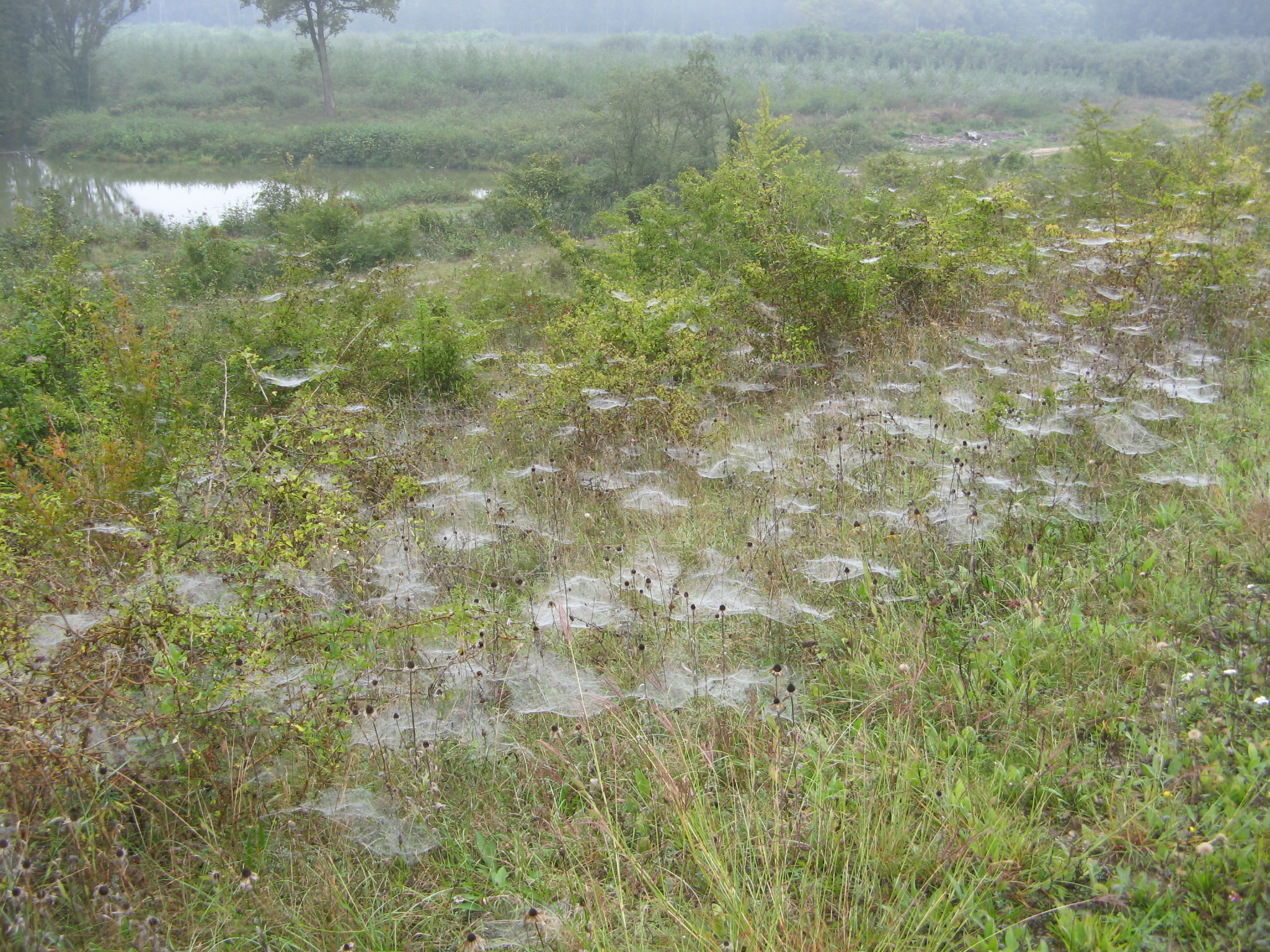
Spinnennetze im Altweibersommer

Nach der einen Erklärung leitet sich der Name von Spinnfäden her, mit denen junge Baldachinspinnen im Herbst durch die Luft segeln (vgl. Spinnenflug). Der Flugfaden, den die Spinnen produzieren und auf dem sie durch die Luft schweben, erinnert die Menschen an das graue Haar alter Frauen. Mit „weiben“ wurde im Althochdeutschen das Knüpfen der Spinnweben bezeichnet. 
Nach der anderen Erklärung, in der von Kluge/Seebold die „vielleicht“ ursprüngliche, von Pfeifer hingegen „wahrscheinlicher“ eine sekundäre Bedeutung gesehen wird, liegt dem Wort das Motiv der zweiten Jugend bei Frauen, die als unzeitig und nur kurze Zeit dauernd angesehen wird, zugrunde. An diese letztere Deutung können das schweizerische Witwesömmerli und der bairische Ähnlsummer (‚Großvatersommer‘) angeschlossen werden, vielleicht liegt aber auch das Bild des alten, schwachen Sommers vor.
Andere Begriffe für das Phänomen der milden Herbsttage kann man einfacher deuten, sie sind jedoch zum Teil lediglich weitere sekundäre Interpretationen der – unsicheren – Urbedeutung. So nennt man in norddeutschen Dialekten den Altweibersommer Mettkensommer und ähnlich, die Altweibersommerfäden Metten, Mettken oder Mettjen. Dabei liegt eine Verkleinerungsform von Made vor, das heißt, man hielt sie für Raupengespinste. Wegen der lautlichen Ähnlichkeit wurde dieser Begriff wohl volksetymologisch zu Mädchen umgedeutet. Auf bestimmte Tage wiederum beziehen sich die Wörter (St.) Michaelssommer (29. September), Allerheiligensommer (1. November) und (St.) Martinssommer (11. November).
Das Landgericht Darmstadt hat im Jahr 1989 festgestellt, dass die Verwendung des Ausdrucks Altweibersommer durch die Medien keinen Eingriff in die Persönlichkeitsrechte von älteren Damen darstellt.

## Altweibersommer in anderen Sprachen
In den slawischen Sprachen sowie im Ungarischen und Estnischen nennt man diese Zeit ähnlich wie im Deutschen Altweibersommer (polnisch babie lato, tschechisch babí léto, sorbisch babylěćo, slowakisch babie leto, slowenisch babje poletje / leto,  russisch babje leto, ukrainisch babyne lito, ungarisch vénasszonyok nyara, estnisch vananaistesuvi).
In Nordamerika, insbesondere in den Neuenglandstaaten, wird diese Wetterlage Indian Summer (Québec: été indien) genannt – im Deutschen oft mit der herbstlichen Laubfärbung verwechselt. In Frankreich wurde der Begriff été indien 1975 durch ein gleichnamiges Lied von Joe Dassin popularisiert. Früher sprach man eher von été de la Saint-Denis (9. Oktober), été de la Saint-Géraud (13. Oktober) oder été de la Saint-Martin (11. November).
Ähnlich spricht man in Finnland von Ruska-Aika (Zeit der Braunfärbung) und in Schweden vom brittsommar (Birgitta-Sommer, vor Ort 7. Oktober). In Skandinavien kommen Erscheinungen der aufkommenden Polarnacht hinzu. In der Übergangsphase von der Mitternachtssonne zur Polarnacht macht der Spätsommer mit seiner prachtvollen Laubfärbung Ausflüge in die Natur besonders attraktiv. Die Ruska-Saison ist für viele einheimische Naturfreunde der Höhepunkt des Jahres und Auslöser für einen intensiven Tourismus ins nördliche Lappland, den nördlichsten Teil Europas am Polarkreis.
In Spanien ist die Zeit als St.-Michaels-Sommer (Veranillo de San Miguel) bekannt. Andere Mittelmeerländer kennen im November den St.-Martins-Sommer.
In der Türkei wird die Wetterperiode als pastırma yazı („Pastırma-Sommer“) bezeichnet. Pastırma ist ein getrocknetes Rinderfilet, von würziger Paste umgeben, das im Spätsommer von türkischen Metzgern vorbereitet und traditionell unter dem Hausdach an der warmen Luft zum Trocknen aufgehängt wird.
In Japan wird ein warmer später Sommer als „kleiner Frühling“ (koharu 小春) bezeichnet. Das darauf folgende Momijigari beschreibt die Sitte, bei angenehmem Herbstwetter Landschaften und Parks mit schöner herbstlicher Laubfärbung, insbesondere von Ahornbäumen und -wäldern, zu besuchen.

## Volksglauben und Wetterregeln
Im Volksglauben wurden die Spinnweben der Baldachinspinnen auch für Gespinste von Elfen, Zwergen oder der Nornen gehalten. Als Verursacherin galt aber auch die Jungfrau Maria, die zusammen mit 11.000 Jungfrauen das Land alljährlich um diese Zeit mit Seide überspinnen würde. Daher rühren auch Bezeichnungen dieser Spinnfäden wie Marienhaar, Mariengarn,  Marienfaden, Marienseide, Herbstgarn, Sommerseide, Herbstfäden, Liebfrauenfäden, Unserer Lieben Frauen Gespinst, Mutter Gottes Gespinst.
Im Volksglauben nahm man an, dass es Glück bringe, wenn sich die Fäden an der Kleidung des Menschen heften würden, und wer sie mit sich herumträgt, werde berühmt werden. Ebenso verheiße es eine baldige Hochzeit, wenn sich fliegende Spinnfäden im Haar eines jungen Mädchens verfangen.
Der Altweibersommer hat in verschiedenen Bauernregeln seinen Niederschlag gefunden, die gutes Wetter verheißen und auf einen angenehmen Herbst schließen lassen.
- 1. November: Ist’s zu Allerheiligen rein, tritt Altweibersommer ein.
- 15. November: Der heilige Leopold ist oft noch dem Altweibersommer hold.